# Weihnachtshütte
Weihnachtshütte (schwedisch: Julstuga, norwegisch und dänisch: Julestue) war in den skandinavischen Ländern und Deutschland der Platz, an dem sich das gemeine Volk zur Weihnachtszeit vergnügte. Dort wurde die Zeit mit Tanz, Gesang, mimischem Spiel, Spaßliedern oder mit Gedichten über ein bekanntes Thema verbracht. Manchmal handelten die Späße auch um eine anwesende Person.
Der Dichter Ludvig Holberg hat in seiner Komödie Julestuen beschrieben, wie es bei so einem Fest zuging. Da es mehrfach zu Ausschreitungen gekommen war, wurden die Feierlichkeiten später verboten. In Dänemark geschah das schon 1735 durch eine Verordnung des Königs Christian VI.